# Verdienstorden des Großherzogtums Luxemburg

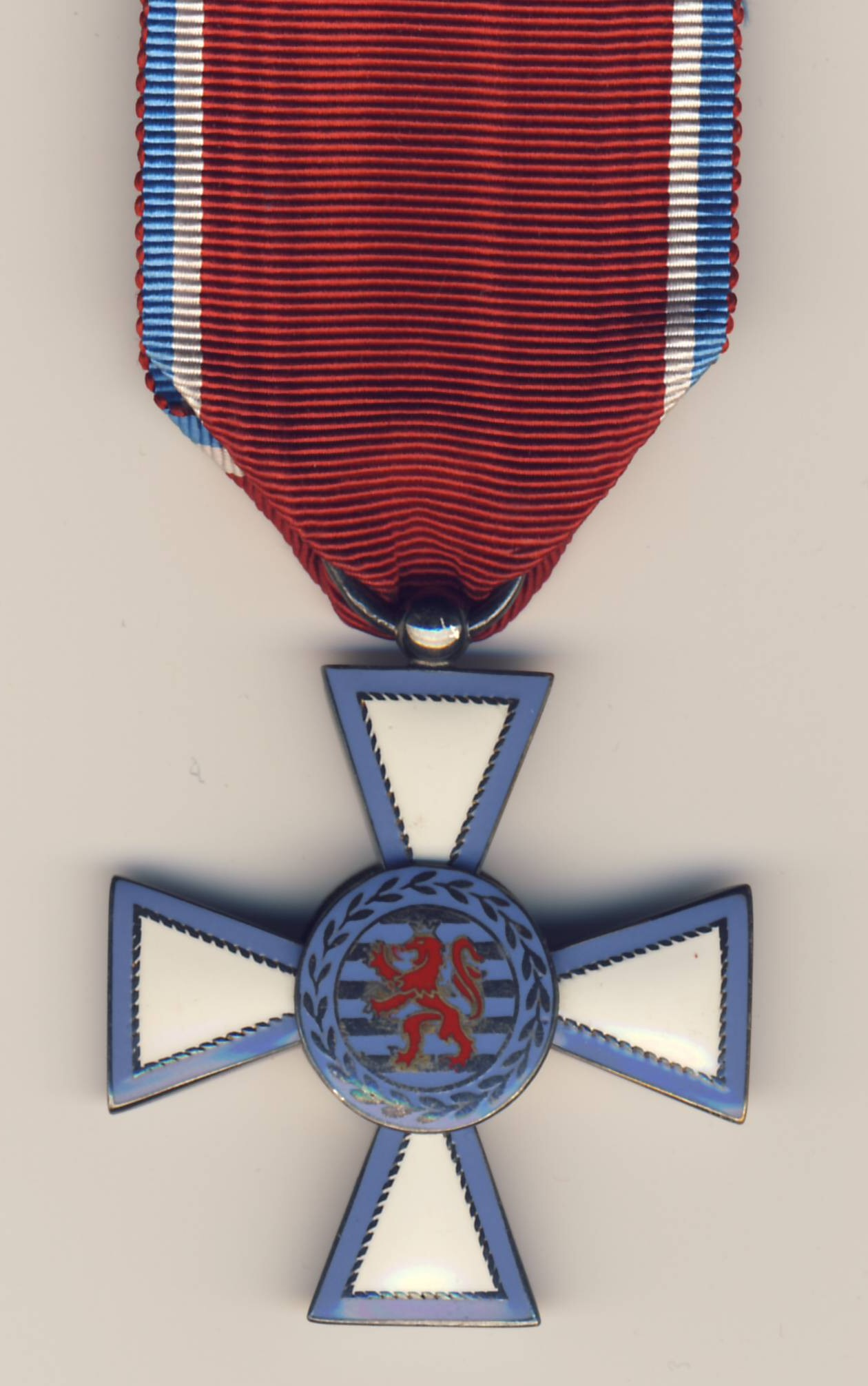
Ritterkreuz des Verdienstordens

Der Verdienstorden des Großherzogtums Luxemburg (fr. Ordre de Mérite du Grand-Duché de Luxembourg) wurde am 23. Januar 1961 zu Ehren des 65. Geburtstages von Großherzogin Charlotte durch sie gestiftet. Er wird für Verdienste auf dem Gebiet der Landwirtschaft, des Handels, der Industrie, des Handwerks, der sozialen Einrichtungen, des Tourismus, der Kunst sowie der Literatur verliehen. Ferner soll er lange und treue Dienste von Arbeitern, Angestellten und Beamten des Großherzogtums belohnen. Der Verdienstorden kann auch an Ausländer verliehen werden.

## Ordensklassen
Der Verdienstorden besteht aus fünf Klassen sowie einer angegliederten Verdienstmedaille
- Großkreuz
- Großoffizier
- Kommandeur
- Offizier
- Ritter

## Ordensdekoration
Das Ordenszeichen ist ein weißemailliertes goldenes Tatzenkreuz, wobei das Kreuz für Ritter aus Silber gefertigt ist. Die Kreuzarme haben einen hellblau emaillierten Rand, der von schmalen Goldlinien eingefasst ist. Im Medaillon, das von einem Reif mit einem goldenen Lorbeerkranz umschlossen ist, ein aufrechtschreitender, rot emaillierter und goldgeränderter Löwe. Rückseitig im Medaillon die gekreuzte und von einer Krone überragte goldene Initiale C (Charlotte). Der um das Medaillon verlaufende Reif trägt keinen Lorbeerkranz.
Die silber vergoldete Verdienstmedaille ist ein Tatzenkreuz mit Strahlen in den Kreuzwinkeln. Mittig der geprägte Luxemburger Löwe. Rückseitig die bereits oben beschriebene gekrönte Initiale.

## Ordensband und Trageweise

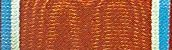
Bandschnalle

Das Großkreuz wird mit einer Schärpe von der rechten Schulter zur linken Hüfte sowie einem Silber vergoldeten Bruststern, auf dem das Ordenszeichen aufliegt, getragen. Großoffiziere und Kommandeure tragen die Auszeichnung aus Halsorden, Großoffiziere zusätzlich mit einem versilberten Bruststern. Offizier, Ritter und Träger der Verdienstmedaille dekorieren das Ordenszeichen am Band auf der linken Brustseite, wobei auf dem Offiziersband noch eine Rosette angebracht ist.
Das Ordensband ist rot mit schmalen blauen und weißen Randstreifen.

## Sonstiges
Beim Ableben des Inhabers bzw. bei Verleihung einer höheren Klasse sind die Insignien des Ordens rückgabepflichtig.

## Bekannte Träger
- Siehe Träger des Verdienstordens des Großherzogtums Luxemburg